# Digitaria californica
Digitaria californica es una especie de hierba perteneciente a la familia de las poáceas. Es nativa de las Américas, donde se encuentra en el suroeste de Estados Unidos, México, América Central y América del Sur.

## Descripción
Esta hierba perenne forma una mata de tallos que alcanzan hasta un metro de altura. El sistema de raíces de ramificación puede alcanzar hasta un metro de profundidad. No tiene rizomas o estolones. Las vainas de las hojas alrededor de los tallos pueden ser muy peludas para lanosas. Las hojas son generalmente cortas y estrechas. La inflorescencia es densa, en una estrecha panícula que contiene pares de espiguillas lanudas de pelo largo.

## Distribución y hábitat
Esta planta crece en una serie de tipos de hábitat, incluyendo el matorral xerófilo y arbustales, estepa arbustiva y sabana. En el desierto, a veces crece debajo de los mezquites en el que se desarrolla en los nutrientes locales. Tolera diferentes cantidades de precipitación y sobrevive con facilidad en condiciones de sequía, puede convertirse en estado latente, a veces, y a continuación, vuelve a su desarrollo, cada vez más rápidamente, cuando vuelve la lluvia. Gran parte de su crecimiento se produce en el verano, después de los ciclos de lluvia de primavera y verano.

## Usos
Esta especie es una hierba preferida para el ganado vacuno. Tolera una actividad alta de pastoreo, pero no el sobrepastoreo.

## Taxonomía
Digitaria californica fue descrita por (Benth.) Henrard y publicado en Blumea 1(1): 99. 1934.
Etimología
Digitaria: nombre genérico derivado del latín "dígitus" = (dígito o dedo) ya que se distinguen por sus alargadas inflorescencias que parecen dedos.
californica: epíteto geográfico que alude a su localización en California.
Sinonimia
- Digitaria californica var. villosissima Henrard
- Eriachne rigida Phil.
- Panicum californicum Benth.
- Panicum friesii Hack. ex R.E.Fr.
- Panicum insulare var. lachnanthum Kuntze
- Panicum lachnanthum Torr.
- Panicum saccharatum Buckley
- Trichachne californica (Benth.) Chase ex Hitchc.
- Trichachne saccharata (Buckley) Nash
- Tricholaena saccharata (Buckley) Griseb.
- Valota saccharata (Buckley) Chase[5][6]

## Más información
- Cox, J. R., et al. (1992). Defoliation effects on resource allocation in Arizona cottontop (Digitaria californica) and Lehmann lovegrass (Eragrostis lehmanniana). J Grassl Soc South Afr 9(2).
- Smith, S. E., et a. (2006). Epidermal conductance as a component of dehydration avoidance in Digitaria californica and Eragrostis lehmanniana, two perennial desert grasses. Journal of Arid Environments 64 238-50.

- Datos: Q5276226
- Multimedia: Digitaria californica / Q5276226
- Especies: Digitaria californica